# 麻音塘街道
麻音塘街道是中华人民共和国贵州省铜仁市玉屏侗族自治县下辖的一个街道办事处。

## 行政区划
麻音塘街道下辖以下村级行政区划单位：
同心社区、和谐社区、翔云社区、腾龙社区、大德社区、麻音塘村、草坪村、架枧村、马面坡村、一心村、路良村、祥查村、九龙村、双龙村、三寨村、蔡溪村、抚溪村、胜利村、前龙村。